# Эскадренные миноносцы типа «Фубуки»
Эскадренные миноносцы типа «Фубуки» (яп. 吹雪型駆逐艦 Фубукигата кутикукан) — тип эскадренных миноносцев Императорского флота Японии. Также известны как эсминцы «специального типа» (яп. 特型 Токугата).
По сочетанию тактико-технических характеристик на момент появления не имел аналогов в мире, оказал существенное влияние на мировое военное судостроение в целом. По этому проекту первоначально планировалось строительство до 36 эсминцев, однако фактически в 1926—1933 годах на шести японских верфях были построены 24 единицы. Все они, за исключением затонувшего в 1934 году после столкновения «Миюки», приняли активное участие в Второй Японо-Китайской и Второй Мировой войнах и практически в полном составе были потеряны. Уцелели только «Усио» и «Хибики», первый разобрали на металл в 1948 году, второй в 1947 году был передан СССР по репарациям и прослужил там до 1953 года.

## Разработка проекта
После заключения 6 февраля 1922 года в Вашингтоне договора об ограничении морских вооружений, похоронившего своими ограничениями «План 8+8», в Японии началась проработка «Новой оборонительной политики Империи» (опубликована 28 февраля 1923 года), включающей в себя и планируемую численность флота. Согласно ей, минимально требовалось 10 линкоров, 3 авианосца, 40 тяжёлых и 16 лёгких крейсеров, 144 эсминца и 70 подводных лодок.
10 ноября 1922 Морской Генеральный Штаб выдал техническое задание на проектирование эскадренного миноносца водоизмещением 2000 тонн, максимальной скоростью хода до 40 узлов, с вооружением из двух спаренных 120 или 127-мм установок, 76-мм зенитки и двух строенных 610-мм торпедных аппаратов. Фактические работы по этой теме начались примерно спустя полгода, но тем не менее уже 18 апреля 1923 года 4-й Кораблестроительной секцией Морского технического департамента был представлен проект, получивший обозначение F42. При водоизмещении в 1900 тонн этот эсминец имел максимальную скорость хода в 39 узлов, дальность плавания в 4000 морских миль и вооружение из двух спаренных 127-мм/50 установок (на тот момент уже разрабатывавшихся Морским арсеналом в Курэ), 76-мм зенитного орудия и трёх строенных торпедными аппаратами с 610-мм торпедными Тип 8. Этот проект немедленно подвергся критике, и 25 февраля 1924 года его главным разработчиком капитаном 2-го ранга Кикуо Фудзимото был представлен скорректированный вариант, облегчённый на 250 тонн, с третьей 127-мм и дополнительными четырьмя 40-мм зенитными автоматами, но с менее мощной силовой установкой.
Однако и он не стал последним—позже был разработан проект F43, с ещё более ослабленной силовой установкой (в результате чего максимальная скорость снизилась до 35 узлов) и двумя заменёнными на 7,7-мм пулемётами 40-мм автоматами, но при этом с дальностью плавания в 5000 морских миль. Последнее оказалось решающим, и его было решено запустить в серию.

## Описание конструкции

### Корпус и компоновка
Корпус эскадренного миноносца размерениями 118,4×10,36 м собирался из стали высокого напряжения и делился переборками на 16 водонепроницаемых отсеков. Архитектурно он был совершенно не похож на более ранние эсминцы (типов «Вакатакэ» и «Муцуки»).
Форштевень имел характерную изогнутую форму, впервые применённую на лёгком крейсере «Юбари». Длинный полубак доходил до первой дымовой трубы, в целях улучшения мореходности он имел «разваленные» борта и заметно поднимался к носу. На нём располагалась носовая надстройка, впервые среди японских эсминцев нёсшая закрытый ходовой мостик.
Двойным дном эсминцы в целях экономии веса не оснащались, но частично это компенсировалось наличием бортовых отсеков-цистерн.

### Силовая установка
Силовая установка на эсминцах типа «Фубуки» располагалась по линейной схеме. Четыре паровых котла «Кампон Ро-Го» находились в трёх котельных отделениях, дымоходы от них сводились в две широкие наклонные дымовые трубы. Вслед за ними шли два разделённых продольной переборкой машинных отделения, где располагались два турбозубчатых агрегата «Кампон» мощностью по 25 000 л. с. (18,4 МВт) каждый, приводившие в движение два гребных винта.
Контрактная скорость первоначально составляла 35 узлов, после модернизации — 34,5 узла.
Запас топлива в 475 тонн мазута позволял эсминцу пройти 5000 морских миль 14-узловым экономичным ходом.
После модернизации — 482 т, что позволяло пройти 4700 миль на ходу 15 узлов.
На третьей серии установили три более мощных котла, что привело к сокращению числа котельных отделений до двух и перекомпоновке всей центральной части корабля. Вдвое более узкая первая дымовая труба дала заметно другой силуэт и основания для ряда авторов военно-морских справочников для выделения их в отдельный тип.

#### Электропитание
Электричество вырабатывали два турбогенератора мощностью по 125 кВт и два генератора по 50 кВт.

### Вооружение

#### Артиллерийское
Основным вооружением эсминцев типа «Фубуки» были 3 двухорудийные артустановки 127-мм/50 Тип 3 типа A, располагавшиеся в оконечностях и на кормовой надстройке. Как и башнеподобная 140-мм спаренная установка с крейсера «Юбари» (которая и послужила для неё прототипом), принятая на вооружение в 1928 году Тип А имела противоосколочное бронирование и гидравлическое наведение и подачу снарядов. Скорострельность достигала 10 выстрелов в минуту на ствол, дальность стрельбы 23-кг осколочно-фугасным снарядом 18 269 метров при максимальном угле возвышения в 40°. Боезапас — 180, с 1934—120 выстрелов на орудие. Система управления их огнём включала в себя директор Тип 14 и два 2-метровых дальномера Тип 14. На второй и третьей сериях эсминцев устанавливались более совершенные 127-мм установки Тип B с максимальным углом подъёма ствола в 75°, скорострельность от 5 до 10 выстрелов минуту в зависимости от угла возвышения, кроме того, третья серия также изначально имела аналоговую вычислительную машину Тип 92 и 3-метровые дальномеры.
Зенитное вооружение ограничивалось 7,7-мм пулемётами (на второй и третьей сериях 13,2-мм Тип 93), что, впрочем, в те годы не считалось критичным недостатком.

#### Минно-торпедное
Торпедное вооружение состояло из трёх строенных 610-мм торпедных аппаратов с автоматизированной системой перезарядки (на третьей серии—изначально с противоосколочным бронированием, остальные эсминцы получили его в 1932—1933 годах). Запускаемые из них 610-мм парогазовые торпеды Тип 8 были приняты на вооружение в 1920 году. При длине в 8,42 м и стартовой массе в 2,362 тонны они несли 346 кг тринитрофенола и могли пройти 10 км 38-узловым ходом или 15 км 32-узловым или 20 км 27-узловым. С середины 1930-х их начали заменять на более скоростные парогазовые Тип 90, кроме того, с 1943 по 1945 годы шесть кораблей («Акэбоно», «Хибики», «Уранами», «Усио», «Усугумо» и «Югири») успели получить и кислородные Тип 93.
В кормовой части эсминцев могло размещаться до 18 мин или до 36 глубинных бомб (Тип 88 и Тип 91).

### Окраска
Эсминцы типа «Фубуки» окрашивались стандартной для японского флота серой краской (с небольшими различиями в оттенке в зависимости от верфи), кроме колпака дымовой трубы (чёрного цвета) и днища (красного цвета). На части кораблей также использовалось покрытие палуб листами линолеума охряного цвета.
Названия кораблей писались белой краской катаканой в центральной части корпуса и хираганой на корме, принадлежность к эскадрам и дивизионам обозначалась полосами на дымовых трубах и написанными арабскими цифрами номерами у форштевня, также белого цвета. В мае 1941 года вышел приказ командующего флотом Ямамото, предписывающий закрасить все эти опознавательные знаки, но полностью они исчезли только к середине войны.

### Обитаемость
Отдавая приоритет боевым качествам, японские проектировщики обеспечили условия размещения и обитания экипажей, которые превосходили средний уровень бытовых условий большинства японцев.
Общая площадь жилых помещений для офицеров составляла 102,06 м², кубриков старшинского и рядового состава — 288,17. На одного офицера приходилось 6,825 м² жилого пространства, на одного матроса — 1,449 м². По этому показателю их можно сравнить с немецкими миноносцами довоенной постройки. Для немецких кораблей последняя цифра составляла лишь 1,25 м². Вопреки низким оценкам, появившимся в послевоенное время, эсминцы типа «Фубуки» по условиям обитаемости экипажей вполне соответствовали требованиям и, в общем, были на уровне других флотов того времени.

## Заказ и строительство
Ещё до появления конкретного проекта японский МГШ планировал постройку 36 эсминцев этого типа, но в судостроительной программе 1923 года появились только 5 (№ 35—39), с планируемым спуском на воду в 1926 году и передачей в состав флота в 1927—1928 годах. Под давлением морского министра Такэси Такарабэ в программу 1925 года было добавлено ещё 4 единицы (№ 40—43), хотя проектирование всё ещё продолжалось. Количество их в программе 1927 года длительное время было предметом споров по финансовым причинам, колеблясь от 9 до 16, но в конце концов было утверждено на 15 кораблях (№ 44—58).
Головной корабль (№ 35) был заложен на стапеле Морского арсенала в Майдзуру лишь 19 июня 1926 года. Строительство эсминцев этого типа осуществлялось шестью судостроительными предприятиями тремя сериями. Постройка одной единицы занимала 1,5—2 года.
Как и более ранние эсминцы типов «Камикадзэ», «Вакатакэ» и «Муцуки», часть представителей типа «Фубуки» на этапе постройки были номерными, но до присвоения всем им названий 1 августа 1928 года успели вступить в строй только трое (№ 41, 42 и 43—будущие «Усугумо», «Сиракумо» и «Исонами»).

## Список кораблей
| Название                                                 | Место постройки                   | Заложен              | Спущен на воду        | Введён в эксплуатацию | Судьба |
| -------------------------------------------------------- | --------------------------------- | -------------------- | --------------------- | --------------------- | --- |
| Первая серия (подтип «Фубуки»)                           |                                   |                      |                       |                       | |
| Фубуки (яп. 吹雪 Метель) (№ 35)                          | Морской арсенал, Майдзуру         | 19 июня 1926 года    | 15 ноября 1927 года   | 10 августа 1928 года  | Потоплен 11 октября 1942 года в сражении у мыса Эсперанс в точке с координатами 09°06′ ю. ш. 159°38′ в. д. |
| Сираюки (яп. 白雪 Чистый снег) (№ 36)                    | Верфи Мицубиси, Иокогама          | 19 марта 1927 года   | 20 марта 1928 года    | 18 декабря 1928 года  | Потоплен 3 марта 1943 года американской авиацией во время сражения в море Бисмарка в точке с координатами 07°15′ ю. ш. 148°30′ в. д. |
| Хацуюки (яп. 初雪 Первый снег) (№ 37)                    | Морской арсенал, Майдзуру         | 12 апреля 1927 года  | 29 сентября 1928 года | 30 марта 1929 года    | Потоплен 17 июля 1943 года американской авиацией у острова Шортленд 06°50′ ю. ш. 155°47′ в. д. |
| Миюки (яп. 深雪 Глубокий снег) (№ 38)                    | Верфь «Урага», Урага              | 30 апреля 1927 года  | 29 июня 1928 года     | 29 июня 1929 года     | Затонул 29 июня 1934 года в результате столкновения с Инадзума в Корейском проливе к югу от острова Чеджу |
| Муракумо (яп. 叢雲 Гряда облаков) (№ 39)                 | Верфи Фудзинагата, Осака          | 25 апреля 1927 года  | 27 сентября 1928 года | 10 мая 1929 года      | Потоплен 12 октября 1942 года американской авиацией в ходе сражения у мыса Эсперанс в точке с координатами 08°40′ ю. ш. 159°20′ в. д.; исключён из списков 15 ноября 1942 года                                                             |
| Синономэ (яп. 東雲 Утренняя заря) (№ 40)                 | Морской арсенал, Сасэбо           | 12 августа 1926 года | 26 ноября 1927 года   | 25 июля 1928 года     | Потоплен 17 декабря 1941 года голландской авиацией у Мири 04°24′ с. ш. 114°00′ в. д.; исключён из списков 15 января 1942 года |
| Усугумо (яп. 薄雲 Мелкие облака) (№ 41)                  | Верфи Исикавадзимы, Токио         | 21 октября 1926 года | 26 декабря 1927 года  | 26 июля 1928 года     | Торпедирован 7 июля 1944 года USS Skate у Итурупа 47°43′ с. ш. 147°55′ в. д.; исключён из списков 10 сентября 1944 года |
| Сиракумо (яп. 白雲 Белые (перистые) облака) (№ 42)       | Верфи Фудзинагата, Осака          | 27 октября 1926 года | 27 декабря 1927 года  | 28 июля 1928 года     | Торпедирован 16 марта 1944 года USS Tautog у мыса Эримо на Хоккайдо 42°25′ с. ш. 144°55′ в. д.; исключён из списков 31 марта 1944 года |
| Исонами (яп. 磯波 Бурун) (№ 43)                          | Верфь «Урага», Урага              | 18 октября 1926 года | 24 ноября 1927 года   | 30 июня 1928 года     | Торпедирован 9 апреля 1943 года USS Tautog к юго-западу от Сулавеси 05°26′ ю. ш. 123°04′ в. д. ; исключён из списков 1 августа 1943 года                                                                                                   |
| Уранами (яп. 浦波 Волны, бьющие об берег) (№ 44)         | Морской арсенал, Сасэбо           | 28 апреля 1927 года  | 29 ноября 1928 года   | 30 июня 1929 года     | Потоплен американской авиацией 26 октября 1944 года к западу от Панау 11°50′ с. ш. 123°00′ в. д.; исключён из списков 10 декабря 1944 года                                                                                                 |
| Вторая серия (подтип «Аянами»)                           |                                   |                      |                       |                       | |
| Аянами (яп. 綾波 Набегающие одна за другой волны) (№ 45) | Верфи Фудзинагата, Осака          | 20 января 1928 года  | 5 октября 1929 года   | 30 апреля 1930 года   | Тяжело повреждён огнём американского линкора «Вашингтон» 15 ноября 1942 года в ходе сражения в проливе Железное дно, добит торпедами «Уранами» в точке с координатами 09°10′ ю. ш. 159°52′ в. д.; исключён из списков 15 декабря 1942 года |
| Сикинами (яп. 敷波 Разбегающиеся волны) (№ 46)           | Морской арсенал, Майдзуру         | 6 июля 1928 года     | 22 июня 1929 года     | 24 декабря 1929 года  | Торпедирован USS Growler 12 сентября 1944 года южнее острова Хайнань 18°16′ с. ш. 114°40′ в. д.; исключён из списков 10 октября 1944 года                                                                                                  |
| Асагири (яп. 朝霧 Утренний туман) (№ 47)                 | Морской арсенал, Сасэбо           | 12 декабря 1928 года | 18 ноября 1929 года   | 30 июня 1930 года     | Потоплен американской авиацией 28 августа 1942 года у Гуадалканала 08°00′ ю. ш. 160°10′ в. д.; исключён из списков 1 октября 1942 года |
| Югири (яп. 夕霧 Вечерний туман) (№ 48)                   | Морской арсенал, Майдзуру         | 1 апреля 1929 года   | 12 мая 1930 года      | 3 декабря 1930 года   | Потоплен 25 ноября 1943 года в сражении у мыса Сент-Джордж 04°44′ ю. ш. 154°00′ в. д.; исключён из списков 15 декабря 1943 года |
| Амагири (яп. 天霧 Небесный туман) (№ 49)                 | Верфи Исикавадзимы, Токио, Япония | 28 Ноября 1928 года  | 27 Февраля 1930 года  | 10 Ноября 1930 года   | Затонул после подрыва на мине 23 апреля 1944 года к югу от Макасарского пролива 02°10′ ю. ш. 116°45′ в. д.; исключён из списков 10 июня 1944 года                                                                                          |
| Сагири (яп. 狭霧 Лёгкий туман) (№ 50)                    | Верфь «Урага», Урага              | 28 марта 1929 года   | 23 декабря 1929 года  | 30 января 1931 года   | Торпедирован 24 декабря 1941 года голландской подводной лодкой K XV у Кучинга 01°34′ с. ш. 110°21′ в. д.; исключён из списков 15 января 1942 года                                                                                          |
| Оборо (яп. 朧 Дымка) (№ 51)                              | Морской арсенал, Сасэбо           | 29 ноября 1929 года  | 8 ноября 1930 года    | 31 октября 1931 года  | Потоплен 16 октября 1942 года американской авиацией у острова Кыска 52°17′ с. ш. 178°08′ в. д.; исключён из списков 15 ноября 1942 года |
| Акэбоно (яп. 曙 Рассвет) (№ 52)                          | Морской арсенал, Сасэбо           | 25 октября 1929 года | 7 ноября 1930 года    | 31 июля 1931 года     | Потоплен 13 ноября 1944 года американской авиацией в Манильской бухте 14°35′ с. ш. 120°50′ в. д.; исключён из списков 10 января 1945 года                                                                                                  |
| Садзанами (яп. 漣 Зыбь) (№ 53)                           | Морской арсенал, Майдзуру         | 21 февраля 1930 года | 6 июня 1931 года      | 19 мая 1932 года      | Торпедирован USS Albacore 14 января 1944 года к востоку от Палау 05°15′ с. ш. 141°15′ в. д.; исключён из списков 10 марта 1944 года |
| Усио (яп. 潮 Прилив) (№ 54)                              | Верфь «Урага», Урага              | 24 декабря 1929 года | 17 ноября 1930 года   | 14 ноября 1931 года   | Разобран на металл в 1948 году |
| Третья серия (подтип «Акацуки»)                          |                                   |                      |                       |                       | |
| Акацуки (яп. 暁 Заря)                                    | Морской арсенал, Майдзуру         | 17 февраля 1930 года | 7 мая 1932 года       | 30 ноября 1932 года   | Потоплен 13 ноября 1942 года в сражении у Гуадалканала 09°17′ ю. ш. 159°56′ в. д.; исключён из списков 15 декабря 1942 года |
| Инадзума (яп. 電 Молния)                                 | Верфи Фудзинагата, Осака          | 7 марта 1930 года    | 25 февраля 1932 года  | 15 ноября 1932 года   | Торпедирован USS Bonefish 14 мая 1944 года к западу от Сулавеси 05°08′ с. ш. 119°38′ в. д.; исключён из списков 10 июня 1944 года |
| Икадзути (яп. 雷 Гром)                                   | Верфь «Урага», Урага              | 7 марта 1930 года    | 22 октября 1931 года  | 15 августа 1932 года  | Торпедирован USS Harder 13 апреля 1944 года к западу от Гуама 10°13′ с. ш. 143°51′ в. д.; исключён из списков 10 июня 1944 года |
| Хибики (яп. 響 Эхо)                                      | Морской арсенал, Майдзуру         | 21 февраля 1930 года | 16 июня 1932 года     | 31 марта 1933 года    | В 1947 году передан СССР по репарациям и зачислен в состав советского флота под названием «Верный»; в 1953 году посажен на мель у острова Карамзина в качестве неподвижной цели, позже разрушен при учебных стрельбах                      |

Корабли типа «Фубуки», построенные в 1926—1932 годах, по своей конструкции и вооружению являлись лучшими в мире.